# Women Management
Women Management è una agenzia di moda fondata a New York da Paul Rowland nel 1988.
L'agenzia ha sedi anche a Parigi e Milano e una divisione chiamata Supreme Management. Rappresenta alcune delle più note supermodelle del panorama delle passerelle internazionali, come Naomi Campbell, Mariacarla Boscono, Carmen Kass, Eva Riccobono, Izabel Goulart ed Isabeli Fontana.

## Personaggi rappresentati
Il seguente è un elenco dei principali personaggi rappresentati da Women Management nelle sedi di New York, Milano e Parigi.
Dal 2017 il famoso talent scout Piero Piazzi è il presidente worldwide, e Nathalie Cros-Coitton è managing director di Women Paris.
- Katlin Aas
- Bianca Balti
- Ambra Battilana Gutierrez
- Ginta Biku
- Mariacarla Boscono
- Naomi Campbell
- Daiane Conterato
- Eliza Cummings
- Cara Delevingne
- Jourdan Dunn
- Selita Ebanks
- Anna Ewers
- Isabeli Fontana
- Malaika Firth
- Toni Garrn
- Izabel Goulart
- Daphne Groeneveld
- Shalom Harlow
- Winnie Harlow
- Jessica Hart
- Carmen Kass
- Zoë Kravitz
- Doutzen Kroes
- Issa Lish
- Mirte Maas
- Heather Marks
- Lakshmi Menon
- Vanessa Moody
- Hanne Gaby Odiele
- Snejana Onopka
- Louise Pedersen
- Giulia Petronio
- Natasha Poly
- Behati Prinsloo
- Crystal Renn
- Lais Ribeiro
- Eva Riccobono
- Coco Rocha
- Sam Rollinson
- Vlada Roslyakova
- Elisa Sednaoui
- Anna Seleznëva
- Yara Shahidi
- Ava Smith
- Julia Stegner
- Iselin Steiro
- Daria Strokous
- Iris Strubegger
- Kasia Struss
- Fei Fei Sun
- Lea T
- Rianne Ten Haken
- Bruna Tenorio
- Aymeline Valade
- Nataša Vojnović
- Valentina Zeljaeva